# Ocyptamus superbus
Ocyptamus superbus är en tvåvingeart som beskrevs av Thompson 1981. Ocyptamus superbus ingår i släktet Ocyptamus och familjen blomflugor.
Artens utbredningsområde är Jamaica. Inga underarter finns listade i Catalogue of Life.